# 伯德桑 (阿肯色州)
伯德桑（英語：Birdsong）是一個位於美國阿肯色州密西西比縣的城鎮。

## 地理
伯德桑的座標為35°27′33″N 90°15′38″W / 35.45917°N 90.26056°W，而該地的平均海拔高度為67米（即220英尺）。

## 人口
根據2020年美國人口普查的數據，伯德桑的面積為0.52平方千米，皆為陸地。當地共有人口32人，而人口密度為每平方千米61人。